# 熊野町

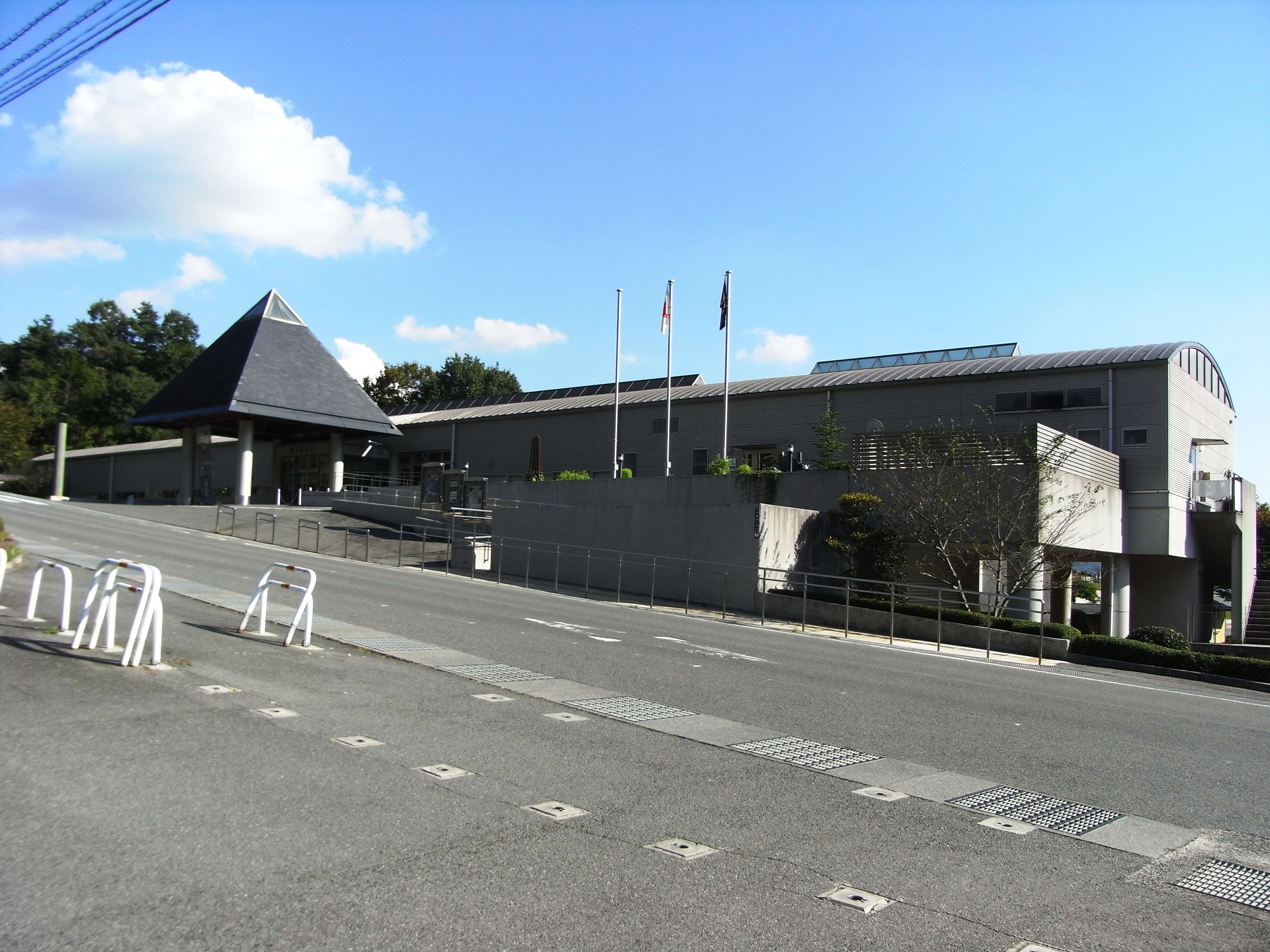
筆の里工房

熊野町（くまのちょう）は、広島県の町。安芸郡。人口は2025年時点で約2万2514人。

## 概要
1889年（明治22年）の町村制の施行で熊野村として発足し、1918年（大正7年）に町制を施行した。
広島県では竹原市、江田島市と同規模の人口を擁しており、町では府中町、海田町に次いで3番目に人口が多い。
また広島県のみならず、中国地方で鉄道駅が無い市町村では最も人口が多い。
人口は戦前は7,000人台、戦後しばらくは9,000人台で推移していたが昭和40年代に熊野団地が建設されたことで人口が急増し、1975年に20,000人、1983年には25,000人を突破した。その後は25,000人前後で推移してきたが、現在は減少傾向である。
筆の全国一シェアを誇る熊野筆の産地で製造が盛んであるとともに、広島市安芸区と呉市に隣接することから近年は両市のベッドタウンとして開発が進んでいる。

## 地理
広島市の東南約12km、呉市の北方約10kmに位置する。四方を山々に囲まれた熊野盆地を中心に広がり、熊野川が流れる。

## 歴史
- 1889年（明治22年）4月1日- 町村制の施行により、安芸郡熊野村が発足する。
- 1918年（大正7年）10月1日- 町制施行して、安芸郡熊野町となる。
- 1931年（昭和6年）4月1日- 安芸郡本庄村（現呉市）の区域の内、川角及び平谷の区域を編入する。
- 2001年（平成13年）3月24日- 芸予地震が発生し、震度6弱の揺れを観測した。
- 2018年(平成30年) 10月1日-町制施行100周年

## 行政
- 町長：三村裕史（2008年11月30日就任、4期目）[3] 2024年11月17日、5回目の当選[4]
- 副町長：岩田秀次（2020年4月1日 - 2024年3月31日任期満了 / 令和6年4月1日再任 - 令和10年3月31日、任期4年）元・熊野町総務部長[5]
- 教育長：平岡弘資（2021年4月1日 - 2024年3月31日任期満了 / 令和6年4月1日再任 - 令和9年3月31日、任期3年）[6]

## 議会

### 熊野町議会
- 定数：14人
- 任期：2023年4月30日 - 2027年4月29日[7]
- 議長：時光良造[8]（2023年5月10日 - ）[9]
- 副議長：大瀬戸宏樹（2025年5月9日 - ）

### 広島県議会
- 選挙区：安芸郡選挙区
- 定数：3人
- 任期：2019年4月30日 - 2023年4月29日
- 投票日：2019年4月7日
- 当日有権者数：95,879人
- 投票率：32.96％

| 候補者名   | 当落 | 年齢 | 所属党派   | 新旧別 | 得票数   | 備考                |
| ---------- | ---- | ---- | ---------- | ------ | -------- | ------------------- |
| 伊藤真由美 | 当   | 55   | 自由民主党 | 現     | 11,901票 |                     |
| 高田稔     | 当   | 57   | 無所属     | 新     | 10,371票 |                     |
| 平本徹     | 当   | 53   | 自由民主党 | 現     | 7,264票  | 2022年3月15日に辞職 |
| 樽谷昌年   | 落   | 67   | 無所属     | 新     | 1,525票  |                     |

### 衆議院
- 選挙区：広島4区（広島市（安芸区）、三原市（旧大和町域）、東広島市の一部、安芸郡）
- 任期：2021年10月31日 - 2025年10月30日
- 当日有権者数：309,781人
- 投票率：53.18％

| 当落 | 候補者名 | 年齢 | 所属党派     | 新旧別 | 得票数   | 重複 |
| ---- | -------- | ---- | ------------ | ------ | -------- | ---- |
| 当   | 新谷正義 | 46   | 自由民主党   | 前     | 78,253票 | ○    |
|      | 上野寛治 | 39   | 立憲民主党   | 新     | 33,681票 | ○    |
| 比当 | 空本誠喜 | 57   | 日本維新の会 | 元     | 28,966票 | ○    |
|      | 中川俊直 | 51   | 無所属       | 元     | 21,112票 |      |

## 産業
- 農業

### 特産品
- 熊野筆
- 化粧筆
- 黒豆
- 納豆
- 炒り子

### 熊野町の企業
- 株式会社白鳳堂（熊野筆製造業）
- 竹宝堂（熊野筆製造業）
- 有限会社瑞穂（熊野筆製造業）
- 広島筆産業株式会社（熊野筆製造業）
- 有限会社竹田ブラシ製作所（化粧筆製造業）
- 株式会社一休園（熊野筆製造卸業）
- 株式会社仿古堂（文房四宝の卸業）
- 株式会社文宏堂（熊野筆製造業）
- 株式会社熊野技建（建設業）
- 伊藤司法書士事務所
- 育峰堂（毛筆製造卸）
- 株式会社晃祐堂（熊野筆製造業）

## 地域

### 人口
| |                                        |  |
| 熊野町と全国の年齢別人口分布（2005年） | 熊野町の年齢・男女別人口分布（2005年） |  |
| ■紫色 ― 熊野町 ■緑色 ― 日本全国 | ■青色 ― 男性 ■赤色 ― 女性              |  |
| 熊野町（に相当する地域）の人口の推移 \| 1970年（昭和45年） \| 14,884人 \| \| \| 1975年（昭和50年） \| 20,604人 \| \| \| 1980年（昭和55年） \| 24,252人 \| \| \| 1985年（昭和60年） \| 25,346人 \| \| \| 1990年（平成2年） \| 25,263人 \| \| \| 1995年（平成7年） \| 24,953人 \| \| \| 2000年（平成12年） \| 25,392人 \| \| \| 2005年（平成17年） \| 25,103人 \| \| \| 2010年（平成22年） \| 24,533人 \| \| \| 2015年（平成27年） \| 23,755人 \| \| \| 2020年（令和2年） \| 22,834人 \| \| |                                        |  |
| 総務省統計局 国勢調査より |                                        |  |
| 1970年（昭和45年） | 14,884人                               |  |
| 1975年（昭和50年） | 20,604人                               |  |
| 1980年（昭和55年） | 24,252人                               |  |
| 1985年（昭和60年） | 25,346人                               |  |
| 1990年（平成2年） | 25,263人                               |  |
| 1995年（平成7年） | 24,953人                               |  |
| 2000年（平成12年） | 25,392人                               |  |
| 2005年（平成17年） | 25,103人                               |  |
| 2010年（平成22年） | 24,533人                               |  |
| 2015年（平成27年） | 23,755人                               |  |
| 2020年（令和2年） | 22,834人                               |  |

### 教育

#### 高等学校
- 広島県立熊野高等学校

#### 中学校
- 熊野町立熊野中学校
- 熊野町立熊野東中学校

#### 小学校
- 熊野町立熊野第一小学校
- 熊野町立熊野第二小学校
- 熊野町立熊野第三小学校
- 熊野町立熊野第四小学校

## 隣接している自治体・行政区
- 広島市（安芸区）
- 呉市
- 東広島市
- 安芸郡海田町

## 交通

### 鉄道
町内を通る鉄道路線は山陽新幹線（安芸トンネル）のみで、駅は設置されていない。鉄道を利用する場合の最寄り駅は、JR西日本呉線矢野駅。

### バス
- 広電バス[11] - 熊野町内から矢野駅前・広島駅・広島バスセンター方面 / 昭和（呉市焼山）・呉駅前方面へ運行
- 朝日交通[12]（阿戸熊野線 阿戸線） - 熊野町内から阿戸方面へ運行
- 芸陽バス[13] - 海上側地区から阿戸・瀬野駅・広島駅・広島バスセンター方面へ運行

### 道路

#### 有料道路
なし

#### 一般国道
なし

#### その他道路
- 広島県道31号呉平谷線 - 呉市焼山・国道31号・呉市中心部方面
- 広島県道34号矢野安浦線 - 広島市安芸区矢野・広島県道276号矢野海田線（海田大橋・広島南道路・国道2号）・国道31号方面 / 東広島市黒瀬町・東広島呉自動車道黒瀬IC・国道375号・呉市安浦町・国道185号方面
  - 広島熊野道路（矢野安浦バイパス）
- 広島県道174号瀬野呉線 - 広島市安芸区阿戸・瀬野・国道2号方面 / 呉市苗代・国道185号方面
- 広島県道335号津江八本松線 - 阿戸・東広島市八本松町吉川・原方面
- 呉市道押込熊野線
- 串掛林道

## 通信

### 郵便番号
- 郵便番号は以下の通りとなっている。
  - 熊野郵便局：731-42xx

## 名所・旧跡・観光スポット・祭事・催事

### 名所
- 榊山神社・熊野本宮社
榊山神社は、宇佐八幡宮から勧請したとされ、祭神は帯中津日子神、品陀和気神、息長帯比売神である。熊野本宮社は、熊野本宮大社より勧請したとされ、祭神は伊弉諾尊、伊弉冉尊である。

榊山神社・熊野本宮社の他、境内に諏訪神社(熊野中学校拡張工事に伴い現在の場所に移動)、榊谷神社、荒神社、台場稲荷大明神がある。また、熊野本宮神社側参道の途中には、筆供養が行われる筆塚がある。

### 観光スポット
- 筆の里工房

### 催事
- 筆まつり（9月23日）

## 出身有名人
- 坊田かずま（童謡作曲家）
- 尾方剛（マラソン選手）
- 猿岩石（お笑いコンビ、解散）
  - 有吉弘行（現：タレント）
  - 森脇和成（現：舞台俳優）
- むかいあぐる（イラストレーター）
- 中村道生（DJ）
- 内田貴光（マジシャン）
- Mebius(ミュージシャン、姉妹デュオ)
- 伊藤実雄（元熊野町長・衆議院議員）
- 石田千穂（アイドルグループ・STU48メンバー）

## 友好都市
友好都市
- 熊野市（三重県）
2019年11月友好都市提携